# Oliarus swazica
Oliarus swazica är en insektsart som beskrevs av Van Stalle 1987. Oliarus swazica ingår i släktet Oliarus och familjen kilstritar. Inga underarter finns listade i Catalogue of Life.